# Turner Classic Movies
Turner Classic Movies (TCM) – kanał filmowy prezentujący klasykę kina amerykańskiego, od Złotej Ery Hollywood do współczesności, czerpiący z zasobów takich wytwórni jak MGM czy Warner Bros. TCM prezentuje także filmy dokumentalne i autorskie wywiady z twórcami filmowymi.

## Historia
Powstał 14 kwietnia 1994 w Stanach Zjednoczonych z inicjatywy Turner Broadcasting System, należącej do koncernu Time Warner. W Europie TCM pojawił się dużo później, bo w 1999. Zastąpił on jednocześnie kanał TNT, który prócz klasycznych filmów nadawał m.in. wrestling.

## Emisja w Polsce
W Polsce, jak również w innych krajach Europy Środkowej od początku był emitowany w paśmie zajmowanym przez Cartoon Network, w godzinach 20:00-2:00, od 1 października 2001 w godzinach 21:00-3:00, następnie 21:00-6:00. 1 marca 2007 uruchomiono także dodatkowy, całodobowy przekaz obu kanałów (dostępny m.in. w Cyfrowym Polsacie, Cyfrze+ oraz sieci kablowej UPC). Do października 2015 roku nadal dostępny był łączony przekaz obu stacji.
W styczniu 2008 został opatrzony polską grafiką, tzn. tytuły angielskie filmów podane były również w językach polskim oraz rumuńskim. Równocześnie rozdzielono w Rumunii TCM i Cartoon Network.
1 lutego 2009 zmieniono oprawę graficzną oraz zmodyfikowano logo kanału. W maju natomiast wprowadzono bloki reklamowe. 18 listopada w Cyfrowym Polsacie zostały rozdzielone obie stacje. Na liście kanałów TCM udostępniono na pozycji 44. 27 listopada telewizja n i Turner Broadcasting System podpisały umowę, w ramach której zmieniono dotychczasową formę emisji Cartoon Network i TCM na platformie n. Abonenci platformy cyfrowej n oglądali Cartoon Network i TCM jako dwa, osobne 24-godzinne kanały.
Kanał dostępny był w platformach nc+, Cyfrowym Polsacie i Orange TV w dwóch wersjach językowych do wyboru: polskiej i angielskiej.
3 stycznia 2011 roku TCM został udostępniony w Vectrze na kanale 329, dzięki czemu program Cartoon Network zyskał całodobową formułę.
1 września 2015 przeszedł na nadawanie w 16:9.
6 października 2015 roku kanał TCM został zastąpiony amerykańskim kanałem TNT w wysokiej rozdzielczości HD.

## TCM w innych krajach
4 lipca 2009 w Niemczech kanał powrócił do pierwotnej nazwy – TNT. Dodatkowo w tym kraju, jak i w Hiszpanii uruchomiono kanały TNT Series, a w Hiszpanii w pakiecie D+ kanał TNT Classico, który poprzednio nosił nazwę TCM Classico. W pierwszej połowie 2009 do emisji na satelicie Hot Bird dodano napisy w języku greckim.